# Miyoshi (Aichi)
Pour les articles homonymes, voir Miyoshi.
Miyoshi (みよし市, Miyoshi-shi) est une ville située dans la préfecture d'Aichi, sur l'île de Honshū, au Japon.

## Géographie

### Situation
Miyoshi est située dans le centre de la préfecture d'Aichi.

### Démographie
En décembre 2019, la population de la ville de Miyoshi était de 61 141 habitants répartis sur une superficie de 32,19 km2.

## Histoire
Le village de Miyoshi a été fondé en 1889. Il a obtient le statut de bourg en 1958 et celui de ville en 2010.

## Transports
Miyoshi est desservie par la ligne Toyota de la compagnie Meitetsu aux gares de Miyoshigaoka et Kurozasa.

## Jumelage
- Columbus (États-Unis) depuis 1994[2].

## Personnalité liée à la ville
- Tomoko Ohta (née en 1933), biologiste